# ۲۰۴۸: راهی برای فرار نیست
۲۰۴۸: راهی برای فرار نیست (انگلیسی: 2048: Nowhere to Run) یک فیلم کوتاه آمریکایی در ژانر علمی تخیلی و نئو-نوآر محصول سال ۲۰۱۷ به عنوان یک مقدمه ای برای فیلم بلند بلید رانر ۲۰۴۹ است. این فیلم کوتاه در تاریخ ۱۶ سپتامبر ۲۰۱۷ تقریباً سه هفته قبل از اکران فیلم سینمایی منتشر شد.